# Kristian Ring-Hansen Holt
 Der er for få eller ingen kildehenvisninger i denne artikel, hvilket er et problem. Du kan hjælpe ved at angive troværdige kilder til de påstande, som fremføres i artiklen.

Kristian Ring-Hansen Holt (født 28. december 1971 i Haderslev) journalist på DR.
Kristian Ring-Hansen Holt blev musisk-sproglig student fra Haderslev Katedralskole i 1991, hvorefter han læste statskundskab ved Aarhus Universitet. I 1998 blev han uddannet journalist fra Danmarks Journalisthøjskole.
Som færdiguddannet blev han ansat som journalist på TV/Midt-Vest, men skiftede allerede i 1999 til DRs regionalradio, Radio Midt og Vest, hvor han både producerede stof til de regionale nyheder, til Radioavisen, TV-Avisen samt magasinprogrammet 19direkte. I 2001 blev han vært på 19direkte, der blev produceret på DR i Århus. Redaktionen på programmet flyttede til København. Kristian Ring-Hansen Holt flyttede med, og blev vært og redaktionssekretær for Nyhedsmagasinet i 2005. Han har flere gange været vært ved transmissioner af begivenheder i kongehuset. I 2006 blev han ansat som live-reporter for Dagens Danmark på DR1. I efteråret 2006 skiftede han imdilertid til TV 2, hvor han blev ansat først som reporter på TV 2 Nyhedernes redaktion i København, senere som studievært på TV 2 NEWS. I 2010 skiftede han til en stilling på TV 2 Nyhedernes politiske redaktion på Christiansborg.
Pr 1. Marts 2015 tilbage som studievært for TV2s Morgennyheder /TV2NEWS. Fra 2. Marts 2020 skifter han dog tilbage til DR, denne gang som vært på Aftenshowet.
Privat bor Kristian Ring-Hansen Holt i Valby med sin kone og datter.[kilde mangler]